# Матьё, Морис (художник)
Морис Матьё (фр. Maurice Matieu; 11 марта 1934 — 17 июня 2017) — французский художник, автор книг и издатель книг художника.

## Биография
Морис Матьё родился в 1934 году в Париже. В двадцатилетнем возрасте он начал математическую карьеру в Коллеже де Франс в коллективе Франсиса Пэрина и на Факультете Наук Парижского Университета. В то время, как война за независимость Алжира вынуждает его порвать с недавно начатой профессией и университетом. Не оставляя математику, он выбрал живопись с 1959 года и его первая выставка проходит в Галерее Маг в 1965 году, Пять художников и один скульптор (фр. Cinq peintres et un sculpteur), которой Ален Бадью посвящает текст в журнале фр. Derrière le miroir (№ 150, изд. Маг). С этого момента его работы выставляются на персональных и коллективных выставках во Франции и за границей, Морис Матьё написал и издал многочисленные литературно-художественные произведения. Он жил и работал в небольшом поселении Сан-Дени-Ле-Гас, Нормандия вплоть до своей смерти, 17 июня 2017 года.

## Живопись и политика

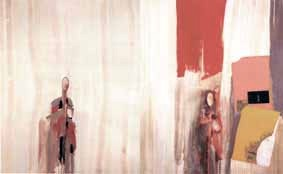
Морис Матьё — Невозможность написать войну (L’impossibilité de peindre la guerre) — 1967

После Майских событий 1968 года Морис Матьё хотел чтобы его художественная практика была альтернативной формой выработки и распространения произведения.
Совместно с художниками Выставки молодежной живописи (фр.  Salon de la jeune peinture ) и Фронта художников, принял участие в протесте против выставки Двенадцать лет современного искусства во Франции (фр.  Douze ans d’art contemporain en France  или Экспо-Помпиду) 1972 года,, содействовал созданию антифашистского коллектива при Молодежной живописи, который боролся за создание независимой комиссии художников в Центре Помпиду.,
Он принимал участие в коллективах художников, объединяющихся для политических выступлений, для того чтобы обдумывать вместе форму выражения некоторых лозунгов, призывов или требований. Большие плакаты делались для демонстраций, в поддержку рабочих фабрики часов LIP, Вьетнама, Первого мая 1975 года и впоследствии для польского профсоюза Солидарности.
Эти художественные практики были также реакцией на такие события как военный переворот 1973 года в Чили или смерть Пьера Овернэ, маоистского активиста, 25 февраля 1972 года. Они становятся поводом для создания коллективных произведений, таких как афиша Трамони, мент капиталистов, написанная Морисом Матьё и Клодом Ивэлом, или персональных, как картина Матьё Похороны Овернэ, являющаяся собственностью профсоюза CFDT и выставленная в профсоюзном образовательном центре в Биэрьвиле в Эсоне.
В 1999 году Морис Матьё участвует в коллективной поездке в Ирак в рамках Франко-ираской дружбы, в поддержку иракского народа после войны в Персидском заливе и он возвращается туда в 2000 году, чтобы организовать выставку Современные иракские художники, куратором которой он является, в Институте арабского мира (Париж, июль — сентябрь 2000). В этом путешествии он снова сталкивается с по существу политической темой войны, возвращающейся в его работу, с картинами, например, о войне во Ветьнаме или о резне в Сабре и Шатилье. Морис Матьё посвятил серию картин в 1966 и 1967 годах теме Невозможность написать войну.
Политическую фигуру Робеспьера поставили в центр проекта, инициированного Жилем Аё и Морисом Матьё, связанного с двухсотлетней годовщиной Великой французской революции, празднованием основания Республики и 1793 года. Проект, который должен был соединить драматургов, писателей, художников, скульпторов, философов и юристов не удаётся. Но тем не мение, появляются: в 1996 году драматическое произведение Жиля Аё Маска Робеспьера (фр. Le masque de Robespierre), выставка Мечтать о Робеспьере (Rêver à Robespierre), серия картин, вдохновленных открытием слепка лица Робеспьера Виваном-Деноном и позднее в 2009 году, Одиннадцать (фр. Les onze) Пьера Мишона.

Морис Матьё : Мечтать о Робеспьере.
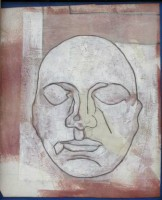
Цена человека 2
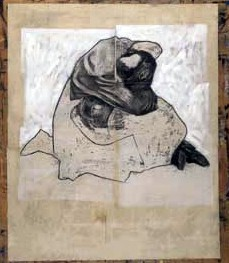
Почему человек принимает, что его бьют ?
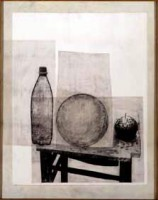
Цена человека 1

## Живопись и математика
Математика служила Морису Матьё осью и основанием размышления в его ежедневной живописной практике. Она — эталон и метод, чтобы обнаружить то, что не осмысленно: скрытая идеология, как математическое уравнение, которое позволяет построить поверхность.
Математика так же даёт материалы, использованные художником в его размышлении и в его произведениях: последовательность, зулляйджи, уничтожающие линейную причинность, кривые Пеано, переходящие через все точки некоторой поверхности без пересечения, пятиугольные паркеты, с изобретением или открытием неравных многоугольников, которые могут всю плоскость покрывать без определения особенного направления, перестановки, например медуз, птиц или листов филодендрона Анри Матисса, проекции, где тени занимают место модели, геометрические пазлы, строящие и разрушающие образ, из квадрата в треугольник и наоборот, и наконец Группы и алгебраические системы.
Идеология или наполнение картины, дело касается принятия вызова присущего живописи: отсутствие отношений порядка в плоскости,.

Примеры использования Морисом Матьё алгебраических таблиц.
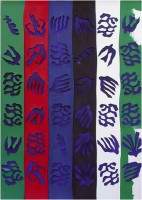
Алеаторное наполнение (десятичные знаки Пи по модулю 6)
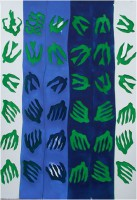
Слабая структура (коммутативная полугруппа)
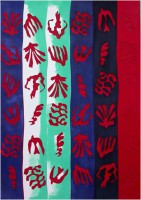
Сильная структура (некоммутативная группа)

## Другие постоянные темы и мотивы
Политика, математика и живопись создают особый треугольник для Мориса Матьё, но другие темы проходят через его творчество как например:
- очертание среди очертаний философа Жана-Поля Сартра, именно в серии Смехотворное (фр. Dérisoires), Жан-Поль Сартр сзади (фр. Jean-Paul Sartre de dos)[25], которое вспоминает Жюльет Симон возвращение философа в пещеру теней[26];
- кресло или кресла, пустые, плетённые или инвалидные[27], являющиеся, например, в серии картин Пир (фр. Le Banquet)[28], и в картине, называющейся Кресла или захват власти совместной правительственной программой левых (фр. Les Fauteuils ou la Conquête du pouvoir par le programme commun de la gauche), ненадолго выставлено Великим востоком Франции в Париже, затем убрано[29];
- портреты, не на заказ, но давних друзей или собеседников[30], серия которых называется Игуанодоны или бесполезные люди (фр. Les iguanodons ou les inutiles)
- волнующие и захватывающие женские фигуры, как в серии картин Увидеть Елену в каждой женщине (фр. Voir Hélène en toute femme) или в серии Девицы набережной реки Луары (фр. Les Demoiselles du quai de Loire), женщины из плоти и крови или в варварских тогах, в мучительных или напряженных позах[31], на некоторых из которых он смотрит с нежностью:

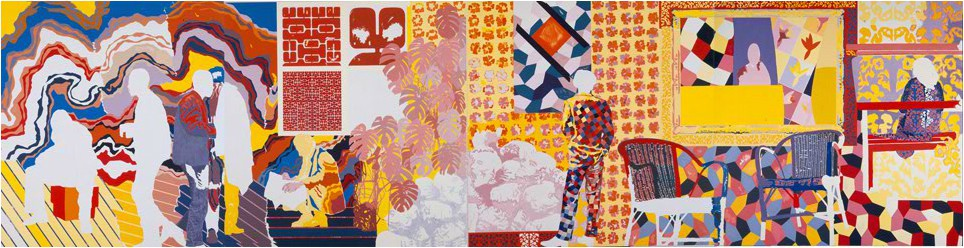
Морис Матьё — Мирада или нежность взгляда (La mirada ou la tendresse du regard) — 4 x 200 x 200 cm — 1984

#### Беседы с Морисом Матьё
- (фр) Николь Матьё (Nicole Mathieu). Морис Матьё : придумать отношение между живописю, математикой и политикой ? Беседа с  Морисом Матьё (фр) = Maurice Matieu : inventer un rapport entre peinture, mathématiques et politique ?, propos recueillis par Nicole Mathieu // Natures Sciences Sociétés. — 2008. — Т. 16. — С. 52—56. — ISSN 1240-1307.;
- (фр) Жан-Клод Мениэ (Jean-Claude Meunier). Беседа с Матьё = Entretiens avec Matieu. — Editions Verdier. — 1984. — С. 24.;
- (фр) Армель Орис, Морис Матьё, Филип Сержан (Armelle Auris, Maurice Matieu, Philippe Sergeant). Ночной дозор, или, Спрошенный художник = La ronde, ou, Le peintre interrogé. — L'Harmattan, 1991. — ISBN 2738410480.;
- (фр) François Dérivery. Две беседы : Франсуа Деривери, Морис Матьэ = Deux entretiens : François Derivery, Maurice Matieu. — E.C. Editions, 2000. — С. 44. — ISBN 9782911105319.;
- (фр — французское радио) France-Culture, émission A voix nue, 12-15 декабря 1989 года;
- (фр — французское радио) France-Culture, émission Culture d’Islam, Entretien avec Abdelwahab Meddeb, 27 марта 2005 года.

#### Произведения о Морисе Матьё
- (фр) Жан Борей (Jean Borreil). Эти кресла, говорит заглавие, у пира = Ces fauteuils, nous dit le titre, seraient ceux d'un banquet. — Galerie Pascal Gabert. — Paris, 1986.

- (фр) Филип Сержан (Philippe Sergeant). Морив Матьё : Неподчинение = Maurice Matieu : L'insoumission. — Actes Sud, 1995. — С. 104. — ISBN 9782742707362.

- В Посмертное на заказ. Морис Матьё. — 2006. (фр) Posthume sur mesure. Maurice Matieu. — Regard, 2007. — С. 158. — ISBN 2841052095. :
  - Ален Бадью : Будущее портрета ((фр) Alain Badiou : «L’avenir du portrait», с. 51);
  - Жоан Борей : Первое писмо к Матьё ((фр) Joan Borreil : «Première lettre à Matieu», с. 143 et «Deuxième lettre à Matieu», с. 159);
  - Барбара Кассен : Математик-художник — художник-художник ((фр) Barbara Cassin : «Un mathématicien est un peintre est un peintre est un peintre», с. 25);
  - Стефан Дуае : Беседа с Стефаном Дуае ((фр) Stéphane Douailler : «Entretien avec Stéphane Douailler», с. 7);
  - Абделвахаб Меддеб : Ода к Матьё ((фр) Abdelwahab Meddeb : «Ode pour Matieu», с. 25);
  - Жак Рансиэрь : Тень философа ((фр) Jacques Rancière : «L’ombre d’un philosophe», с. 87);
  - Филии Сержан : «Встреча» и «Умирать — конечно же захватывающий эксперимент» ((фр) Philippe Sergeant : «Rencontre», Paris et «Mourir doit être une expérience passionnante», с. 139);
  - Жюльеть Симон : Темный думающий протест ((фр) Juliette Simont : «Une sombre protestation pensante», с. 33);
  - Пиэрь Верстратэн : Таинство Матьё ((фр) Pierre Verstraeten : «Le mystère Matieu», с. 33);